# 哈伦代尔海滩 (佛罗里达州)
哈伦代尔海滩（英語：Hallandale Beach），是美国佛罗里达州布勞沃德縣下属的一座城市。建立于1927年。面积约为11.8平方公里（约合4.6平方英里）。根据2010年美国人口普查，该市有人口37,113人。论人口在本州排行第67。